# Ra Kyung-min
Dans ce nom coréen, le nom de famille, Ra, précède le nom personnel.
Ra Kyung-min est une joueuse de badminton sud-coréenne née le 25 novembre 1976 à Hongcheon.
Aux Jeux olympiques de 1996 à Atlanta, elle est médaillée d'argent en double mixte avec Park Joo-bong. Elle est médaillée de bronze olympique en double féminin avec Lee Kyung-won en 2004 à Athènes.
Elle est mariée au joueur de badminton Kim Dong-moon.